# Саратовская государственная консерватория имени Л. В. Собинова

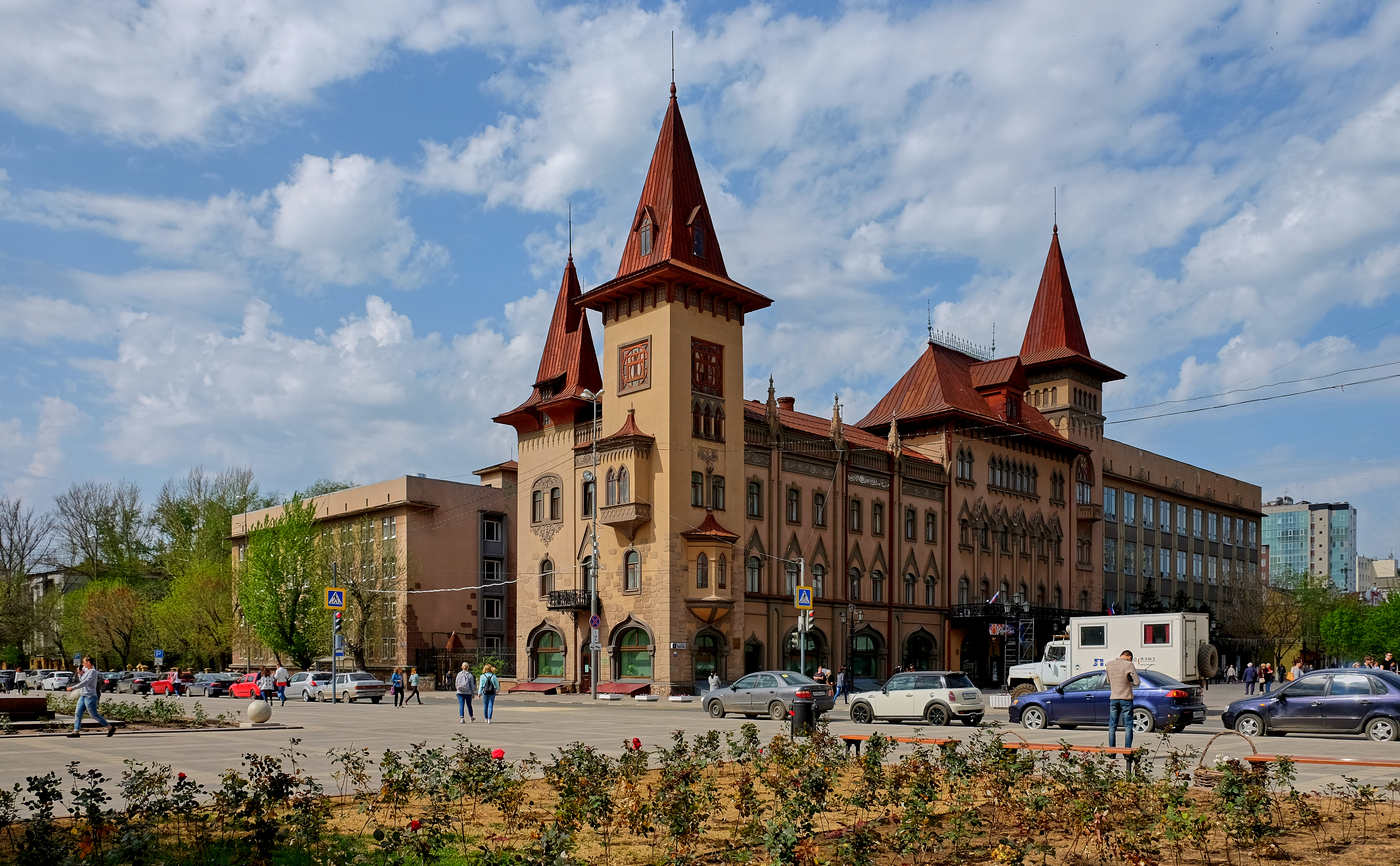
Вид с площади Чернышевского

Саратовская государственная консерватория имени Л. В. Собинова (СГК) — высшее музыкальное учебное заведение в Саратове, третья по счёту консерватория в России. Основана в 1912 году на базе музыкального училища.

## История

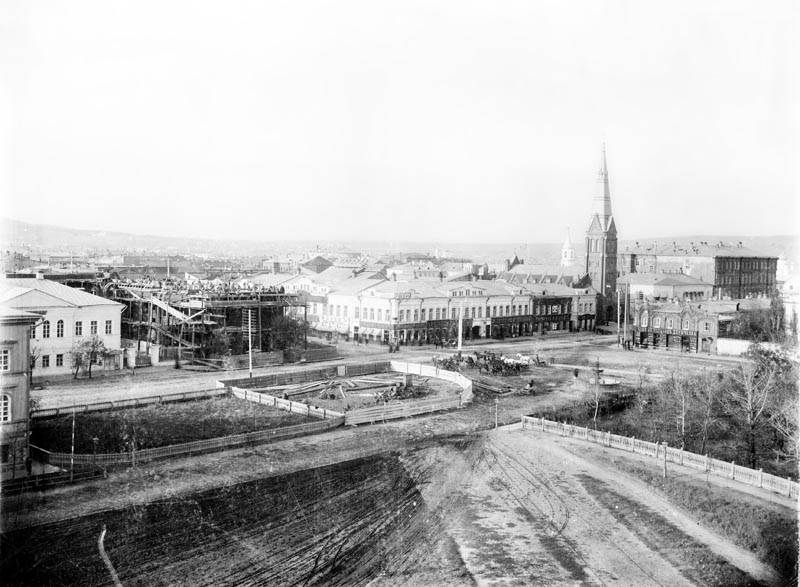
Саратов. Строящаяся консерватория. 1900 год

В сентябре 1873 года по решению Главной дирекции Императорского Русского музыкального общества (ИРМО) в Саратове было открыто отделение этого общества для оживления концертной деятельности в городе. Появился симфонический оркестр, дававший вечерние концерты на открытых летних эстрадах, а дневные — в зале гостиницы «Россия». Одновременно с основанием этого отделения в Саратове были организованы музыкальные классы, которые на первых порах не имели успеха из-за недостатка квалифицированных педагогов. Но в 1883 году наметился позитивный перелом в этом отношении, связанный с приходом в их дирекцию пианиста Станислава Экснера, выпускника Лейпцигской и Санкт-Петербургской консерваторий. Начался стремительный рост числа учащихся музыкальных классов. В 1886/1887 учебном году их было 101 человек, а к 1895 году их число и вовсе удвоилось.
В 1895 году музыкальные классы были преобразованы в музыкальное училище, а спустя четыре года под него был выделен участок в центре города — на пересечении Немецкой и Никольской улиц. Псевдоготическое здание училища возводилось хлопотами княгини Мещерской по проекту архитектора Александра Ягна (1848—1922). Из-за недостатка финансов он был вынужден упростить свой проект, что сказалось на внешнем облике этого строения, прозванного местными жителями «элеватором». Здание не нравилось и самому Ягну. Тем не менее, несмотря на убогий внешний вид, внутреннее пространство училища вышло нарядным и комфортабельным для проведения концертов. 28 октября 1902 года прошло торжественное открытие училища, сопровождаемое многочисленными концертами в течение двух дней. Среди приглашённых Экснером для работы в училище музыкантов можно отметить А. Т. Зубанова и Леопольда Рудольфа, скрипачей Ярослава Гаека и В. В. Зайца, пианистов И. А. Розенберга, Эмиля Гаека, М. П. Домбравского. Акустику концертного зала училища удостоилась похвалы со стороны выступавшей в нём знаменитой клавесинистки Ванды Ландовской, заявившей, что подобную акустику с трудом можно обнаружить даже в Париже.
Следующим этапом в деятельности Экснера стало стремление открыть в Саратове консерваторию, о чём он ходатайствовал в главную дирекцию ИРМО. Конкурентом Саратова в этом отношении был Киев, который в отличие от первого не имел достойного консерватории здания. В декабре 1910 года музыкальное училище посетил Сергей Рахманинов, направленный туда в качестве помощника председателя Дирекции по музыкальной части. Он лестно высказался о самом здании, но отметил невысокий уровень кадров училища. Экснер занялся подбором квалифицированных специалистов, в то же время началась надстройка четвёртого этажа здания училища, а также кардинальная реконструкция фасада здания, проведённая Семёном Каллистратовым, в то время являвшимся главным архитектором Саратова.
В начале 1912 года было принято окончательное решение по открытию в Саратове консерватории, получившей наименование Алексеевской (в честь престолонаследника цесаревича Алексея). Её руководителем ожидаемо был назначен Экснер. 21 октября того же года состоялось торжественное открытие Саратовской консерватории, ставшей всего лишь третьей в России (после Петербургской и Московской). Экснеру удалось привлечь к работе в консерватории выдающихся российских музыкантов того времени — певца (тенора) Михаила Медведева, по инициативе которого в 1918 году в консерватории был открыт класс камерного пения, певицу (колоратурное сопрано) Алевтину Пасхалову, проработавшую в итоге в Саратовской консерватории 32 года, камерного певца Николая Сперанского, ведшего класс сольного пения, теоретика музыки и композитора Георгия Конюса, директора консерватории с 1918 по 1919 год, пианиста и дирижёра Юзефа Сливиньского, чей класс фортепиано был одним из самых больших в тогдашней консерватории, и многих других.
Открытие в городе консерватории способствовало привлечению в город самых известных музыкантов того времени, давших в 1912—1913 годах концерты в Саратове (Сергей Рахманинов, Леонид Собинов, Ванда Ландовска, Леопольд Ауэр и другие). В 1914 году Экснера, подавшего в отставку по состоянию здоровья, на посту директора консерватории сменил Юзеф Сливиньский. В годы Первой мировой войны преподаватели консерватории гастролировали по губернии и по всей России. В конце 1916 года по инициативе Леопольда Рудольфа была создана Народная консерватория, где преимущественно преподавали сотрудники Саратовской консерватории, впоследствии она была преобразована в музыкальную школу для детей и взрослых. 5 мая 1918 года, после Октябрьской революции, консерватория была национализирована, получив название Государственной.
23 мая 1924 года было выпущено постановление о преобразовании консерватории в музыкальный техникум, сохранивший несмотря на новый статус основу своего педагогического состава и высокий уровень обучения. В 1935 году консерватории был возвращён статус высшего учебного заведения и присвоено имя Леонида Собинова, умершего годом ранее.
На полях Второй мировой войны погибло немало преподавателей и студентов консерватории, в том числе Д. Смирницкий, Н. Благовещенский, А. Еланчин и Н. Иванов. Осенью 1941 года в Саратов была эвакуирована Московская консерватория, временно объединившаяся с Саратовской под названием Московская государственная консерватория имени П. И. Чайковского. Спустя два года она вернулась в столицу, успев за время нахождения в Саратове оказать положительное влияние на музыкальную жизнь города.
В 40-50-е годы начался процесс увеличения перечня специальностей, преподаваемых в консерватории. Так открылась кафедра дирижирования академическим хором, в 1956 году появилась кафедра народных инструментов, одна из первых подобных в стране. В 1967 году Львом Христиансеном была создана кафедра руководителей народного хора (ныне — народного пения и этномузыкологии), также ставшая одной из первых себе подобных в СССР. В 1976 году у Саратовской консерватории появилась пристройка — новый учебный корпус. Важной вехой в истории Саратовской консерватории стало открытие театрального факультета (современный Театральный институт), состоявшееся 27 сентября 1983 года. В том же году рядом с консерваторией было построено общежитие для её студентов, ещё одно общежитие появилось впоследствии в Заводском районе города Саратова. Осенью 1985 года Большой зал консерватории украсил орган немецкой фирмы «Зауэр».

## Творческие коллективы
- Симфонический оркестр
- Камерный оркестр
- Духовой оркестр
- Оркестр русских народных инструментов
- Ансамбль народных инструментов «Лель»
- Ансамбль народной песни «Благодать»
- Народный хор
- Академический хор
- Ансамбль старинной и современной музыки «MUSICA FELICE»
- Театр Новой Музыки

## Концертные залы

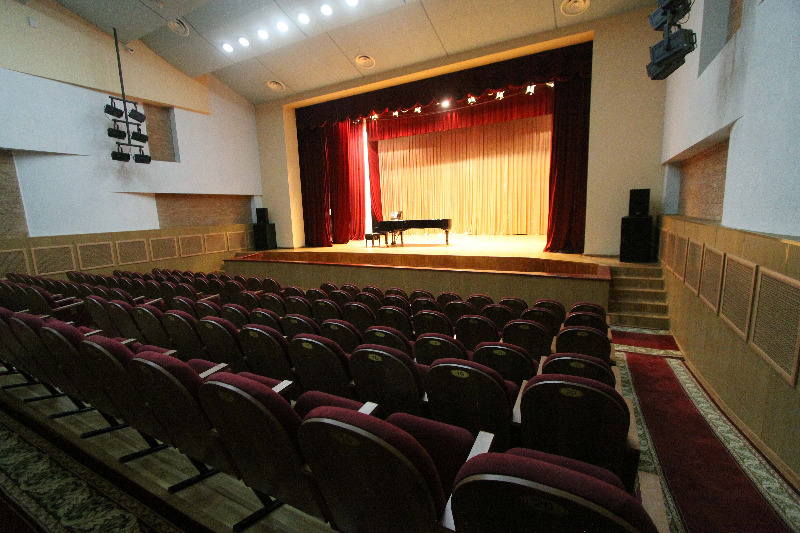
Театральный зал

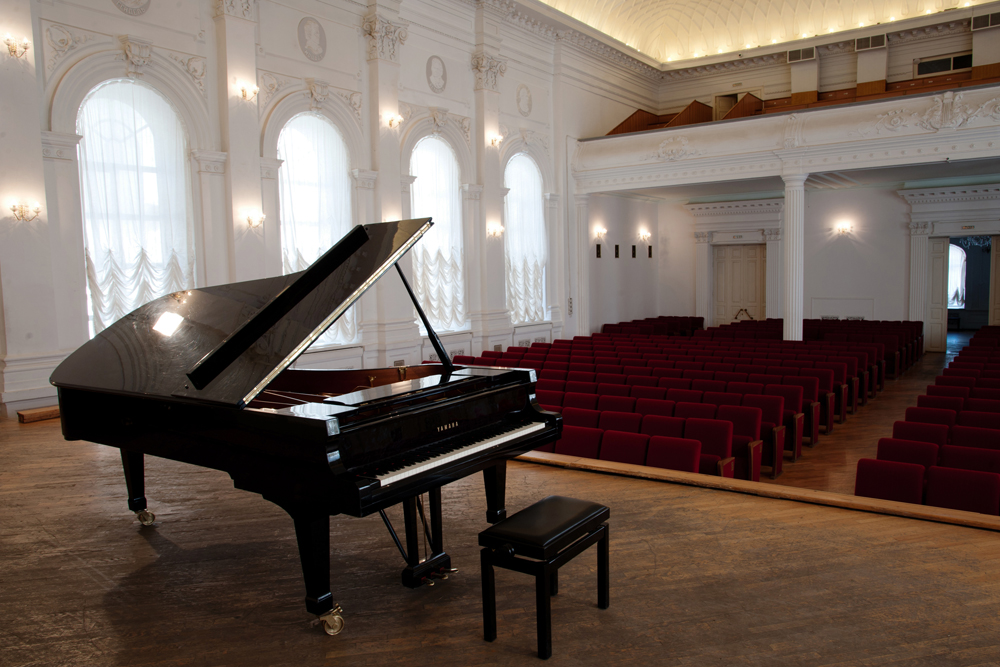
Большой зал консерватории

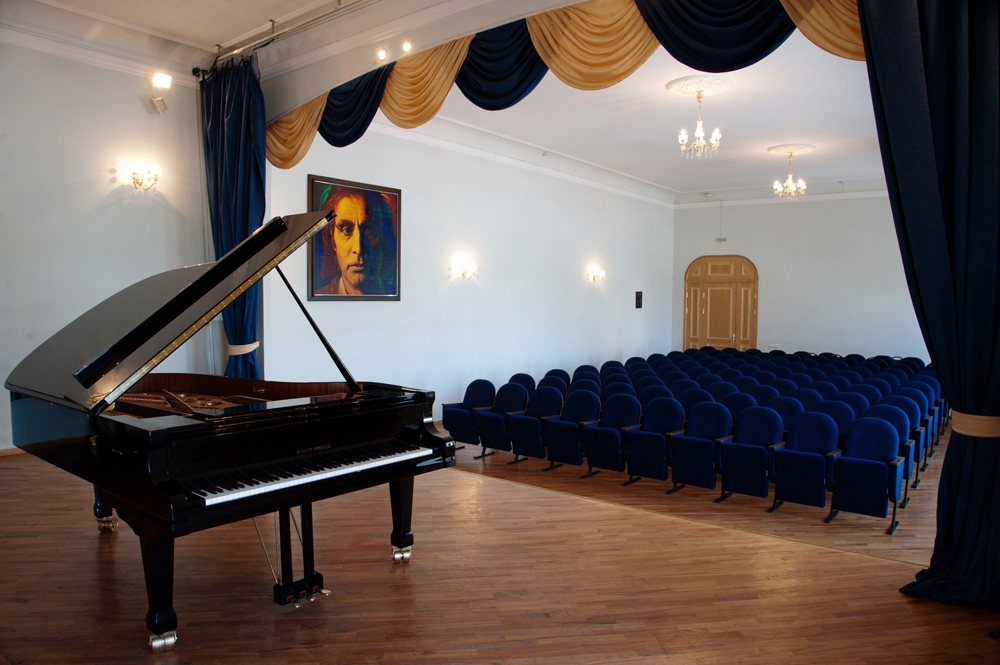
Малый зал

Саратовская государственная консерватория располагает тремя концертными залами:
- Большой зал вместимостью 469 мест. Это один из красивейших залов России, обладающий уникальной акустикой. Оборудован системой кондиционирования воздуха. Имеет партер и балкон. Оснащение зала: орган немецкой фирмы W. Sauer (установлен в 1984 году), 3 рояля: C. Bechstein и два рояля фирмы Steinway & Sons.
- Концертный зал «Театральный» вместимостью на 216 мест.
- Малый зал консерватории оборудован 100 местами, имеет хорошие акустические данные. В зале проходят концерты камерной музыки, а также выступления студентов. Оснащение зала: 2 новых рояля фирмы C. Bechstein.

В в залах консерватории ежегодно проводится более 300 концертов. В целом творческая деятельность консерватории осуществляется по основным направлениям:
- Концерты профессорско-преподавательского состава консерватории.
- Академические и кафедральные концерты, классные концерты педагогов консерватории, ансамблевые и сольные выступления студентов.
- Циклы концертов и фестивали, среди которых.
- Юбилейные вечера и мемориальные концерты.
- Премьеры сочинений саратовских композиторов: Е. В. Гохман, В. Г. Королевского, В. С. Мишле, В. В. Орлова и других.

## Факультеты
- Фортепианный
- Оркестровый
- Вокально-дирижерский
- Историко-теоретический
- Музыкальное училище
- Театральный институт
- Факультет подготовки научно-педагогических кадров и дополнительного профессионального образования

## Кафедры
Кафедры фортепианного факультета:
- специального фортепиано
- камерного ансамбля и концертмейстерской подготовки
- фортепиано

Кафедры оркестрового факультета:
- оркестровых струнных инструментов
- оркестровых духовых и ударных инструментов
- народных инструментов

Кафедры вокально-дирижерского факультета:
- академического пения
- дирижирования
- народного пения и этномузыкологии

Кафедры историко-теоретического факультета:
- истории музыки
- теории музыки и композиции
- истории и теории исполнительского искусства и музыкальной педагогики
- гуманитарных дисциплин

Предметно-цикловые комиссии факультета СПО:
- ПЦК гуманитарных дисциплин
- ПЦК инструментов народного оркестра
- ПЦК музыкально-теоретических дисциплин
- ПЦК общего фортепиано
- ПЦК оркестровых духовых и ударных инструментов
- ПЦК оркестровых струнных инструментов
- ПЦК специального фортепиано
- ПЦК вокальное искусство и сольное народное пение
- Хоровое дирижирование

Кафедры театрального института:
- мастерства актёра
- специальных дисциплин

1 сентября 2010 года театральный факультет реорганизован в Театральный институт Саратовской государственной консерватории им. Л. В. Собинова.

## Персоналии

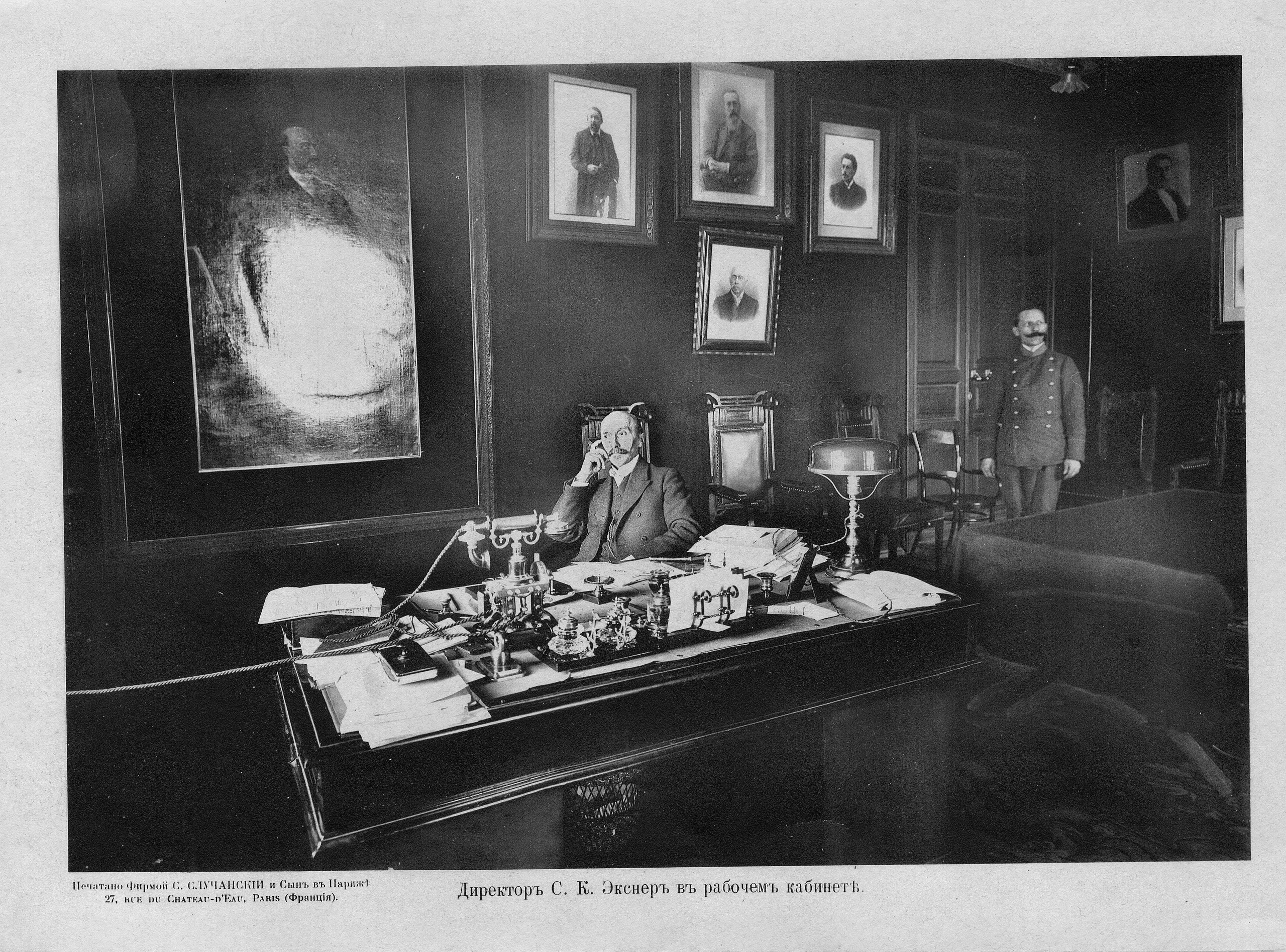
С. К. Экснер в своём кабинете

- Экснер, Станислав Каспарович (1912—1914)
- Сливинский, Иосиф Иванович (1914—1916)
- Конюс, Георгий Эдуардович (1917—1919)
- Гаек, Эмиль Ярославович (1919—1921)
- Козолупов, Семён Матвеевич (1921—1922)
- Радугин, Борис Константинович (1922—1924; 1937—1939)
- Баллод Владимир Давидович (1935—1937)
- Резник Марк Израилевич (1939—1940)
- Сатановский Александр Оскарович (1940—1941)
- Столяров Григорий Арнольдович (1942—1943)
- Поповицкий Георгий Константинович (1943—1948)
- Заливухин Семён Александрович (1948—1959)
- Христиансен Лев Львович (1959—1964)
- Кузнецов Василий Сергеевич (1964—1969)
- Сосновцев Борис Андреевич (1969—1976)
- Быстров Александр Иванович (1976—1987)
- Ломако Валерий Петрович (1987—1997)
- Скрипай Анатолий Александрович (1997—2008)
- Шугом, Лев Исаевич (2008—2016)
- Занорин Александр Германович (2016—н. в.)

См. Категория:Преподаватели Саратовской консерватории
- Аладов, Николай Ильич (в период с 1941 по 1944)[17]
- Аршинова, Наталья Сергеевна (кафедра истории музыки)
- Брандт, Василий Георгиевич (труба)
- Бендицкий, Натан Семёнович (кафедра специального фортепиано)
- Бендицкий, Семён Соломонович (кафедра специального фортепиано)
- Бренинг, Арнольд Арнольдович (кафедра теории музыки и композиции)
- Гейлиг, Марианна Фёдоровна (кафедра истории музыки)
- Гохман, Елена Владимировна (кафедра теории музыки и композиции)
- Катц, Анатолий Иосифович (кафедра специального фортепиано)
- Козолупов, Семён Матвеевич (виолончель)
- Левковский, Абрам Григорьевич (концертмейстер)
- Медведев, Михаил Ефимович (пение)
- Моралёв, Олег Аркадьевич (кафедра теории музыки и композиции)
- Носырев, Евгений Романович (гобой)
- Скрипай Анатолий Александрович (кафедра специального фортепиано)
- Сосновцев, Борис Андреевич (кафедра теории музыки и композиции)
- Станиславова, Галина Евгеньевна
- Султанов, Мансур Исламович
- Тарасова, Наталья Кимовна, заслуженная артистка России[18]
- Таубе, Ростислав Сергеевич (кафедра теории музыки и композиции)
- Тютьманов, Иосиф Алексеевич (кафедра теории музыки и композиции)
- Ханецкий, Валентин Евгеньевич (кафедра специального фортепиано)

См. Категория:Выпускники Саратовской консерватории
- Архимович, Лидия Борисовна — музыковед (выпуск 1944 года, класс В. Э. Фермана)[17]
- Вилинов, Вадим Евгеньевич (1969) — российский музыкант, дирижёр, педагог
- Данькова, Анна Васильевна — российская актриса театра и кино
- Довгалева, Нелли Ибрагимовна — народная артистка РСФСР
- Дудин, Дмитрий Яковлевич — Заслуженный артист Удмуртской Республики
- Евдокимова, Анна Валерьевна (псевдоним Анна Т’харон) — пианистка, лауреат премии Королевы Нидерландов
- Ковалёв, Виктор Владимирович — композитор, художник, педагог, заслуженный деятель искусств РФ
- Краснов Александр Валериевич — лауреат Премии Правительства Российской Федерации «Душа России» за заслуги в развитии народного творчества.
- Крутой, Игорь Яковлевич — композитор, народный артист России, народный артист Украины, заслуженный деятель искусств РФ
- Маркин Евгений Степанович — Заслуженный артист РФ
- Мухтарова, Фатьма Саттаровна — оперная певица, одна из первых выпускников консерватории
- Орлова (Шандровская) Ольга Иннокентьевна — музыковед, теоретик, преподаватель Камчатского колледжа искусств и культуры
- Попов, Юрий Лазаревич — оперный певец (драматический баритон), театральный режиссёр, Народный артист СССР
- Проскурин, Сергей Георгиевич — трубач и дирижёр
- Скляренко, Владимир Петрович — гобоист, заслуженный артист России
- Скрипай Анатолий Александрович (выпуск 1968 года) — пианист, педагог, профессор, Заслуженный артист России, Заслуженный деятель искусств РФ
- Сметанников, Леонид Анатольевич — народный артист СССР
- Толочков, Борис Александрович — хормейстер, композитор, заслуженный деятель искусств РСФСР, почётный гражданин г. Королёва.
- Устинов, Михаил — лауреат Премии Правительства Российской Федерации «Душа России» за заслуги в развитии народного творчества.
- Ханжова (Сердюк), Людмила Ивановна — руководитель Государственного хора республики Дагестан